# Ozark (wyżyna)
 Wyżyna Ozark (Ozark Plateau), także kulturowo-geograficznie Góry Ozark (The Ozark Mountains) czy Kraina Ozark (The Ozarks) – kraina naturalna w środkowej części USA, otoczona przez rzeki: Missouri, Arkansas i Missisipi, na terenie stanów Arkansas, Kansas, Missouri i Oklahoma.
Stanowi wzniesiony, pochylony łagodnie ku północy, masyw zbudowany ze skał krystalicznych, przykrytych warstwą sfałdowanych skał paleozoicznych. Mocno rozczłonkowana głębokimi dolinami rzek (m.in. Osage, Black, White). W południowej części wznoszą się Góry Boston (wysokość do 823 m n.p.m.).
Klimat podzwrotnikowy o wzrastającym na zachód stopniu kontynentalizmu. Znaczną część obszaru pokrywają lasy liściaste (dębowo-orzesznikowe) i mieszane. Region rolniczy. Eksploatacja złóż cynku i ołowiu. 
Wśród zamieszkałej tu napływowej ludności osadniczej pochodzenia europejskiego wytworzyło się specyficzne środowisko kulturowe o własnej muzyce, folklorze, dialekcie, itd.